# Q10 (coeficient de temperatura)
El coeficient de temperatura Q10 és la mesura de la taxa de canvi de sistemes químics o biològics a conseqüència de l'increment de 10 °C de la temperatura.
Hi ha molts exemples on es fa servir el Q10, un d'ells és el càlcul de la velocitat de conducció del nervi i un altre el del càlcul de la velocitat de la contracció de la fibra muscular. També es pot aplicar a les reaccions químiques i molts altres sistemes.
El Q10 es calcula com:
{\displaystyle Q_{10}=\left({\frac {R_{2}}{R_{1}}}\right)^{10/(T_{2}-T_{1})}}
on 
R és la taxa (rate)
T és la temperatura en graus Celsius o kèlvins.
Q10 és una quantitat sense unitats, ja que és el factor pel qual la taxa canvia, i és una manera útil d'expressar la dependència de la temperatura d'un procés.
Per a sistemes biològics, el valor del Q10 es troba generalment entre 1 i 3.